# یواس‌اس داگلاس ال هاوارد (دی‌ای-۱۳۸)
یواس‌اس داگلاس ال هاوارد (دی‌ای-۱۳۸) (به انگلیسی: USS Douglas L. Howard (DE-138)) یک کشتی بود که طول آن 306 feet (93.27 m) بود. این کشتی در سال ۱۹۴۳ ساخته شد.